# Maria Margaretha van Akerlaecken
Maria Margaretha van Akerlaecken (Dordrecht, 6 februari 1605 - circa 1662) was een Nederlandse dichteres en genealogiste. Ze werd geboren in Dordrecht en bracht naar eigen zeggen het grootste deel van haar jeugd door in Zevenbergen, Brabant. Ze maakte aanvankelijk carrière als genealogiste. Ze zette het genealogistische werk van haar vader Barthold van Akerlaecken (gest. 1646) na zijn dood voort. In 1648 produceerde ze een dedicatie van een genealogische publicatie aan Frederik Hendrik voor 200 gulden.

## Jeugd
Van Akerlaecken werd geboren als jongste van zes kinderen. De familie Van Akerlaecken reisde rond in verband met de verschillende functies van Barthold van Akerlaecken, die onder andere actief was als schout ad interim, advocaat en genealoog. De moeder van Maria Margaretha van Akerlaecken, Elisabeth van Gesel, kwam in maart 1619 te overlijden, toen Maria Margaretha veertien jaar oud was.

## Publicaties

### Den Cleefschen Pegasus (1654)
In 1654 publiceerde zij haar eerste zelfstandige dichtbundel Den Cleefschen Pegasus. Bij de Nijmeegse uitgever van het werk, Nicolaes van Hervelt, zou een jaar later ook een heruitgave van de genealogieën van Barthold van Ackerlaecken gedrukt worden. In deze bundel spreekt ze over de jaren die zij onvrijwillig in Kleef heeft gespendeerd, waardoor zij het genealogistische werk van haar vader niet voort kon zetten. De bundel gaat tevens gepaard met haar levensmotto ‘’Mijd strijd. Lijd nijd. Vrijheid, blijheid’’. De bundel werd opgedragen aan ‘’berispers ofte momisten’’ aangezien Momus, de god van de nijd, overwonnen moest worden.
Doordat haar vader connecties had in de hogere kringen, kon Van Akerlaecken haar lofdichten opdragen tot vorsten. In Den Cleefschen Pegasus zijn dat onder andere Johan Maurits van Nassau en Louise van Oranje (echtgenote van de keurvorst van Brandenburg). Het ging hier waarschijnlijk om structurele bijstand.

### De Oude, groote ende warachtige genealogien (1655)
Van Akerlaecken publiceerde haar vaders werk De oude, groote ende warachtighe genealogien in 1655. Ze ving het werk aan met ‘onderrichtinge hoe men dit boek lezen moet’. Hierin schrijft zij onder andere dat zij de genealogie van haar vader geleerd heeft en dat zij zichzelf verantwoordelijk houdt voor mogelijke fouten. Tevens heeft zij acht korte gedichten aan het werk toegevoegd, waaronder een lofdicht op de genealogie.

### Den lof der vrouwen: tegen der vrouwen lasteraers (1662)
Het laatste werk bracht Van Akerlaecken uit bij de Antwerpse uitgever Marcelis Parijs. Den lof der vrouwen laat zich kenmerken door de geëngageerde toon en de felheid waarmee de boodschap gebracht wordt. In het werk stelt Van Akerlaecken de maatschappelijke positie van vrouwen aan de kaak, waarbij zij oordelen over ‘’lasteraers’’ niet achterwege laat. Het werk is een bijdrage aan de destijds actuele discussie rondom de querelle des femmes. Het boek De la bonté et mauvaiseté des femmes van Jean de Marconville, dat tevens in het Nederlands vertaald werd, gaf aanzet tot een reeks reacties waaronder Den lof der vrouwen. Van Akerlaecken verzet zich in haar werk tegen de negatieve oordelen rondom vrouwen, en tegen de mannen die dergelijke oordelen vellen.